# Лукьян
Лукья́н — мужское русское личное имя латинского происхождения; восходит к лат. Lucianus — «сын Луки», «принадлежащий Луке». По другой версии, Lucianus — это производное от Lucius, личного имени, образованного от lux («свет»; родительный падеж — lucis); весьма распространённого в античности и означающего «светлый» (аналог латинского Lucius в русском именослове — Лукий).
Церковная форма имени — Лукиа́н. В святцах до XIX века встречалась форма Луциа́н; под влиянием западноевропейских языков после Октябрьской революции получила распространение латинизированная форма имени — Люциа́н. Разговорные формы — Луки́н, Лукоя́н, Лутья́н.

## Именины
Православные именины (даты приводятся по григорианскому календарю):
- 18 декабря, 28 апреля, 16 июня, 19 июля, 20 июля, 10 сентября, 26 сентября, 28 октября.

Католические именины:
- 7 января, 8 января, 6 июля, 7 июля, 13 сентября, 15 октября, 26 октября.

## Фамилия
- Лукьян, Штефан

## Производные фамилии
- Лукьянов
- Лукьяненко
- Лукьянович
- Лукьянченко
- Лукьянчиков
- Лукьянчук
- Лукьянёнок